# トランシルヴァニア
座標: 北緯46度46分 東経23度35分 / 北緯46.767度 東経23.583度

トランシルヴァニアのヨーロッパでの位置（バナト、クリシャナ及びマラムレシュを含む）

トランシルヴァニア（ルーマニア語: Transilvania、ハンガリー語: Erdély、ドイツ語: Siebenbürgen、英語: Transylvania）は、ルーマニア中部・北西部の歴史的地名。地理の位置としては、東ヨーロッパ西部から中央ヨーロッパ東端部に属する。
東にはカルパティア山脈、南にはトランシルヴァニアアルプス山脈（南カルパティア山脈）が横たわる。北はウクライナ、西はハンガリー、南西はセルビアに接している。主な都市は、クルジュ＝ナポカ、ブラショヴ、シビウ、トゥルグ・ムレシュ、アルバ・ユリア、ビストリツァである。
歴史的な狭義のトランシルヴァニアは、マラムレシュ（マーラマロシュ）、サトゥ・マーレ（サトマール）、ビホル（ビハル）、アラド、ティミシュ、カラシュ・セヴェリン（クラッショー・セレーニ）地方は含まれない。オーストリア直轄時代にはサラジュ（シラージ）地方も含まれていなかった。
ハンガリー時代のトランシルヴァニアとルーマニア時代のトランシルヴァニアはわずかに範囲が異なり、県の境界線が変更され、東部の一部が「モルダビア」に組み込まれた。

## 名前について
トランシルヴァニアという名称は、1075年、ハンガリー王国の中世ラテン語文書にterra ultra silvam（「森の向こうの土地」の意）と言及されているのが最古で、12世紀にはPartes Transsylvanæ（「森の向こうの地域」の意）、さらにTransylvaniaと変化したものとされている。ハンガリーの歴史家によれば、これはハンガリー語のErdő-elüを直訳したものであり、ハンガリー語での呼び名エルデーイ（Erdély）もここに由来するとされる。これはハンガリー大平原から見て森林に覆われたアプセニ山脈の向こう側に位置していることを指すものと考えられる。
ルーマニア語ではトランシルヴァニャ（Transilvania）またはアルデアル（Ardeal）、ハンガリー語でエルデーイ、トルコ語でウルドゥル、ドイツ語でジーベンビュルゲン、スロヴァキア語でセドモフラツコ、ポーランド語でシェドミョグルトとなる。ジーベンビュルゲンは通俗語源によって「7つの要塞」と解釈され、スラヴ系言語に訳されたりトランシルヴァニアの紋章にも取り入れられてきたが、実際はシビウ（ヘルマンシュタット）市の古名に由来し、「シビン川畔の都市」（ドイツ植民者の入植地）の意味である。となると、ハンガリー語の（ナジ）セベン、ルーマニア語のシビウと何ら語根が変わらないことになる。このように一部の地域の名前や都市名が全体の地名となった例としては、他にはルクセンブルクがある。

## 住民
ルーマニア人が8割、ハンガリー人が2割である。第一次世界大戦前はルーマニア人が6割程度であった。ドイツ人が1割ほど居住していたが、第二次世界大戦後に追放された（ドイツ人追放）。

## 行政、市町村と地名
県と主な市町村（観光スポット含む）は次のとおりである。
| ルーマニア語名                                                   | ハンガリー語名       | ドイツ語名                                                     | 備考               |
| ---------------------------------------------------------------- | -------------------- | -------------------------------------------------------------- | ------------------ |
| マラムレシュ地方                                                 | マラマロシュ         | マラムレシュ                                                   |                    |
| マラムレシュ県 - バイア・マーレ                                  | Máramaros            | マラムーレシュ                                                 |                    |
| サトゥ・マーレ県（南部はクリシャナ） - サトゥ・マーレ            | サトマール           | ザトマール                                                     |                    |
| クリシャナ地方                                                   | ケレシュヴィデーク   | クライシュゲビート                                             |                    |
| ビホル県 - オラデア                                              | ビハール             |                                                                |                    |
| アラド県 - アラド                                                | Arad                 |                                                                | ドイツ人の多い地方 |
| バナト地方                                                       | バーンシャーグ       | バナト                                                         |                    |
| ティミシュ県 - ティミショアラ（テメシュヴァール）                | テメシュ             | テメシュブルク                                                 | ドイツ人の多い地方 |
| カラシュ・セヴェリン県                                           | クラッショ＝セレーニ |                                                                |                    |
| トランシルヴァニア地方（狭義）                                   | エルデーイ           | ジーベンビュルゲン                                             |                    |
| サラージュ県                                                     | シラージ             |                                                                |                    |
| クルージュ県 - クルージュ・ナポカ（コロジュヴァール）            | コロジュ             | クラウゼンブルク                                               |                    |
| ビストリツァ＝ナサウド県 - ビストリツァ                          | Beszterce-Naszód     | ビストリッツ・ヌースドルフ（シュトゥール名：ネーズネルラント） | ドイツ人の多い地方 |
| ムレシュ県 - シギショアラ                                        | マロシュ             | ミーレシュ                                                     | セーケイ地方       |
| アルバ県 - アルバ・ユリア                                        | Fehér                | ヴァイゼンブルク                                               |                    |
| シビウ県 - シビウ                                                | セベン               | ヘルマンシュタット                                             | ドイツ人の多い地方 |
| ハルギタ県                                                       | Hargita              |                                                                | セーケイ地方       |
| コヴァスナ県                                                     | Kovászna             |                                                                | セーケイ地方       |
| フネドアラ県 - フネドアラ（ヴァイダフニャド） - サルミゼゲトゥサ | フニャド             | アイゼンマルクト                                               |                    |
| ブラショヴ県 - ブラショヴ（ブラショフ）                          | ブラッショー         | クロンシュタット（シュトゥール名：ブルゼンラント）             | ドイツ人の多い地方 |

全ての市町村にハンガリー語・ルーマニア語の名前があり、ドイツ人がさまざまな理由で移住したため、ドイツ語の名前を持つ市町村も多い。

## 歴史
- 古代ローマ時代、ダキアの一部をなす（トラヤヌス、ヴァンダル族を参照）
- 11世紀 - ハンガリー王国に併合。司教区設置。
- ドイツ植民
- 1571年 - オスマン帝国勢力下でトランシルヴァニア公国として独立。ウィーン宮廷直轄地の軍政国境地帯は、後にオーストリア＝ハンガリー帝国領となる。
- 1848年 - オーストリア帝国領
- 1868年 - オーストリア＝ハンガリー帝国領
- 1920年 - ルーマニア王国に併合（トリアノン条約）
- 1940年 - 北トランシルヴァニアがルーマニア王国からハンガリーに割譲される（第二次ウィーン裁定）
- 1947年 - パリ条約で北トランシルヴァニアがルーマニアに返還されることが決定

## 参考資料
- コーシュ・カーロイ 著、奥山裕之・山本明代 訳『トランシルヴァニア その歴史と文化』恒文社、1991年9月。ISBN 4-7704-0743-2。
- タマーシ・アーロン ほか 著、岩崎悦子 訳『トランシルヴァニアの仲間 ハンガリー短編集』恒文社、1997年5月。ISBN 4-7704-0912-5。
- 中央大学人文科学研究所 編『民族問題とアイデンティティ』中央大学出版部、2001年7月。ISBN 4-8057-4206-2。